# مذنبة (سمك)

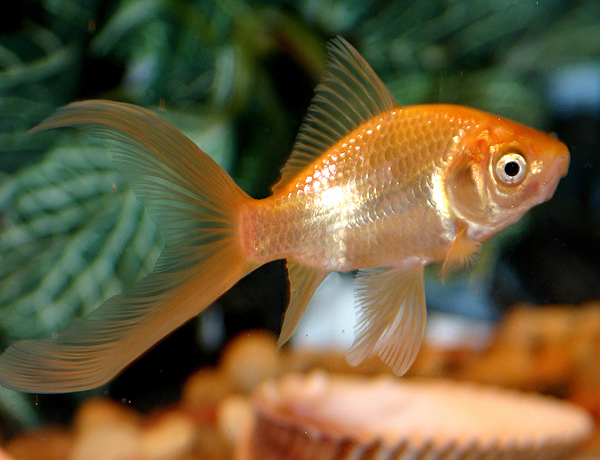
جولدفيش ذات الذنب

المُذنَّبة (بالإنجليزية: Comet) سميت بهذا الاسم لما لها من ذيل مشقوق ذو نهايات حادة والذيل عادة أطول من الجسم نفسه وأحسن ألوان هذه السمكة هو الأحمر والأصفر، وهي سمكة كثيرة النشاط وإذا توفرت لها البيئة المناسبة فانها تكون جاهزة للتبويض.